# Phiên tòa Oscar Pistorius
Phiên tòa Oscar Pistorius xét xử vụ giết Reeva Steenkamp và một số cao buộc nổ súng khác (Chính quyền chống lại Oscar Pistorius) tại Tòa án tối cao Nam Phi ở Pretoria bắt đầu vào ngày 3 tháng 3 năm 2014. Ngày 11–12 tháng 9 năm 2014, thẩm phán Thokozile Masipa đưa ra phán quyết rằng Pistorius không phạm tội giết người mà là ngộ sát Steenkamp và tội đe doạ an ninh thiếu thận trọng với súng tại một nhà hàng. Phiên toà được hoãn đến 13 tháng 10 mới đưa ra hình phạt.
Pistorius là vận động viên điền kinh hàng đầu Nam Phi, tuy khuyết tật nhưng có thể thi đấu với trình độ cao tại nhiều kỳ Paralympic Games và tại Thế vận hội Mùa hè 2012. Bạn gái anh, Steenkamp, là một người mẫu. Sáng sớm thứ năm, ngày 14 tháng 2 năm 2013, Steenkamp bị Pistorius bắn chết tại nhà riêng của anh ở Pretoria. Pistorius biết mình đã bắn Steenkamp, nhưng cho rằng anh tưởng nhầm cô là kẻ xâm nhập. Pistorius bị đưa tới đồn cảnh sát và bị toà án Pretoria kết tội giết người ngày 15 tháng 2 năm 2013.
Ngày 25 tháng 2 năm 2014, Chủ tịch thẩm phán Dunstan Mlambo chỉ đạo Toà án tối cao ở Pretoria rằng toàn bộ phiên toà được phát sóng trực tiếp trên sóng truyền thanh và một số phần của phiên toà có thể được phát sóng trực tiếp trên truyền hình, cụ thể là phần tranh luận mở đầu và kết thúc, phần nêu chứng cứ của các nhân chứng địa phương, phần xét xử và tuyên án nếu có thể. Vào tháng 11 năm 2021, cơ quan quản lý nhà tù Nam Phi đã tiến hành các bước thủ tục đầu tiên để xem xét ân xá cho Oscar Pistorius, người bị giam giữ vì tội giết bạn gái.